# Stemmer (Büsingen am Hochrhein)
Stemmer, früher Im Stemmer, ist ein Ortsteil der deutschen Gemeinde und Exklave Büsingen am Hochrhein im Landkreis Konstanz in Baden-Württemberg.  Stemmer liegt im Westen der Büsinger Enklave und grenzt unmittelbar an Schaffhausen auf der anderen Seite der Staatsgrenze.

## Geographie
Büsingen ist eine deutsche Enklave innerhalb des Schweizer Staatsgebietes. Westlich und nördlich grenzt Stemmer an die Stadt Schaffhausen, südlich an den Ortschaft Langwiesen der Gemeinde Feuerthalen im Bezirk Andelfingen, Kanton Zürich sowie an die Gemeinde Schlatt im Bezirk Frauenfeld, Kanton Thurgau in der Schweiz. Östlich grenzt Stemmer an Büsingen.

## Geschichte
Im ersten Jahrzehnt der 1900er Jahre siedelten sich unter der Führung des Pfarrers Heinrich Kallweit (1837–1915) rund 200 litauischsprachige altlutherische Einwanderer aus dem Memelland nahe Büsingen an, unter anderem auch im „Stemmer“, und bauten hier Häuser und eine Kirche. Wegen der Entfernung des so entstandenen Ortsteils zum Büsinger Ortskern und mangelnder Deutschkenntnisse lebten die Memelländer weitgehend isoliert und konnten sich nur schwer integrieren. Vor dem Ersten Weltkrieg wanderten viele von ihnen weiter oder zurück ins Baltikum, sodass die Lutherische Freikirche in Stemmer alsbald aufgelöst, in Wohneinheiten umgewandelt und in den 1960er Jahren schließlich abgerissen wurde.

## Verkehr
Stemmer wird mit einem Bus von der Schweiz bedient, das es mit den deutschen Dörfern Büsingen und Randegg, den schweizerischen Dörfern Ramsen, Buch und Dörflingen und der Stadt Schaffhausen verbindet.
Südbadenbus verbindet Stemmer mit den Dörfern Büsingen und Gailingen am Hochrhein.